# Strókur
Ne doit pas être confondu avec Strokkur.
Le Strókur est un geyser artificiel situé en Islande, dans la municipalité de Reykjavik. C'est une attraction touristique près du Perlan, au centre du parc d'Öskjuhlíð. Son nom fait référence au Strokkur, le geyser islandais le plus actif situé à proximité du Geysir, à une centaine de kilomètres de là.
Le Strókur a été creusé par l'homme, mais il est activé par la chaleur géothermique. Il consiste, schématiquement en une cavité en forme de bouteille de 30 mètres de profondeur. De l'eau chauffée naturellement à 125 °C et amenée par un tuyau de 40 cm de diamètre, se déverse dans le fond de la cavité. La forme et les dimensions de l'étranglement présent à la sortie de la cavité déterminent la hauteur et la fréquence du cycle éruptif.
Un geyser artificiel semblable, obtenu cependant involontairement, est l'Old Faithful of California, à Calistoga, en Californie. Celui-ci jaillit d'un puits foré à la fin du XIXe siècle.
Pendant l'été 2018, le geyser ne fonctionne pas et semble ne plus être entretenu.